# علي أحمد الخضر
علي أحمد الخضر هو وزير وسفير وإداري وشاعر وسياسي يمني. ولد ونشأ في مدينة ذمار في أسرة علمية ودرس فيها الابتدائية وفي سنة 1947م سافر إلى لبنان للدراسة ضمن بعثة الأربعين وخلالها تنقل بين لبنان ومصر وبريطانيا.

## السيرة المهنية
تعين عام 1963م وكيلاً لوزارة الخارجية: في سنة 1968م مستشارًا للسفارة اليمنية في (روما), وتم نقله في نفس العام نائبًا لمندوب اليمن الدائم في الأمم المتحدة: في عام 1970م عين وكيلاً لوزارة الخارجية للشئون السياسية: في عام 1972م عين وزيرًا مفوضًا في السفارة اليمنية في باريس: في عام 1972م عين وكيلاً لوزارة الخارجية: في عام 1974م سفيرًا مفوضًا فوق العادة لليمن في تشوكسلوفاكيا: في عام 1975م وزيرًا للدولة للشئون الخارجية: في عام 1980م نائبًا لوزير الاقتصاد: في عام 1985م سفيرًا ومفوضًا فوق العادة في دولة قطر: في عام 1989م نائبًا لوزير الخارجية: قبيل تحقيق الوحدة اليمنية عام 1990م كُلِّف برئاسة وفد الشطر الشمالي الذي تولى مع وفد الشطر الجنوبي دمج قوانين ولوائح وزارة الخارجية.
شارك في العديد من المؤتمرات السياسية، أهمها اجتماعات مندوبي شطري اليمن عام 1392هـ/1972م في القاهرة؛ حيث تمخض عن تلك الاجتماعات الاتفاق الأولي على الوحدة اليمنية.

## السيرة الأدبية
كتب الخضر عددًا كبيرا من الأغاني اليمنية المعروفة والتي أداها كبار الفنانين اليمنيين كما كتب المقالات السياسية والاجتماعية التي نشرت في صحف مختلفة

## وفاته
توفي يوم الاثنين في 10 سبتمبر في العام 2012.

## أبناءه
الدكتور محمد علي الخضر
المهندس خالد علي الخضر
الباحث والمفكر الإسلامي أسامة علي الخضر
1. ↑  "al-aalam.com". www.al-aalam.com. مؤرشف من الأصل في 2020-03-05. اطلع عليه بتاريخ 2017-12-21.
2. ↑  "الخارجية تنعي السفير علي أحمد الخضر". www.althawranews.net. مؤرشف من الأصل في 2019-12-10. اطلع عليه بتاريخ 2017-12-21.